# 春日山古墳 (永平寺町)
春日山古墳（かすがやまこふん）は、福井県吉田郡永平寺町松岡室にある古墳。1956年3月12日に福井県の史跡に指定された。

## 春日山古墳
古墳は松岡公園入口付近の丘陵先端部分にある。1953年、公園の整地工事の際に発見されたが、封土・石室の天井石などは既に取り去られていたので墳丘の規模はわからなかった。玄室の大きさは、長さ3.5m、幅約2m、高さは推定1.7m以上である。1992年度の発掘調査により、直径約20mの円墳であることが判明した。築造年代は6世紀末から7世紀初頭と考えられる。

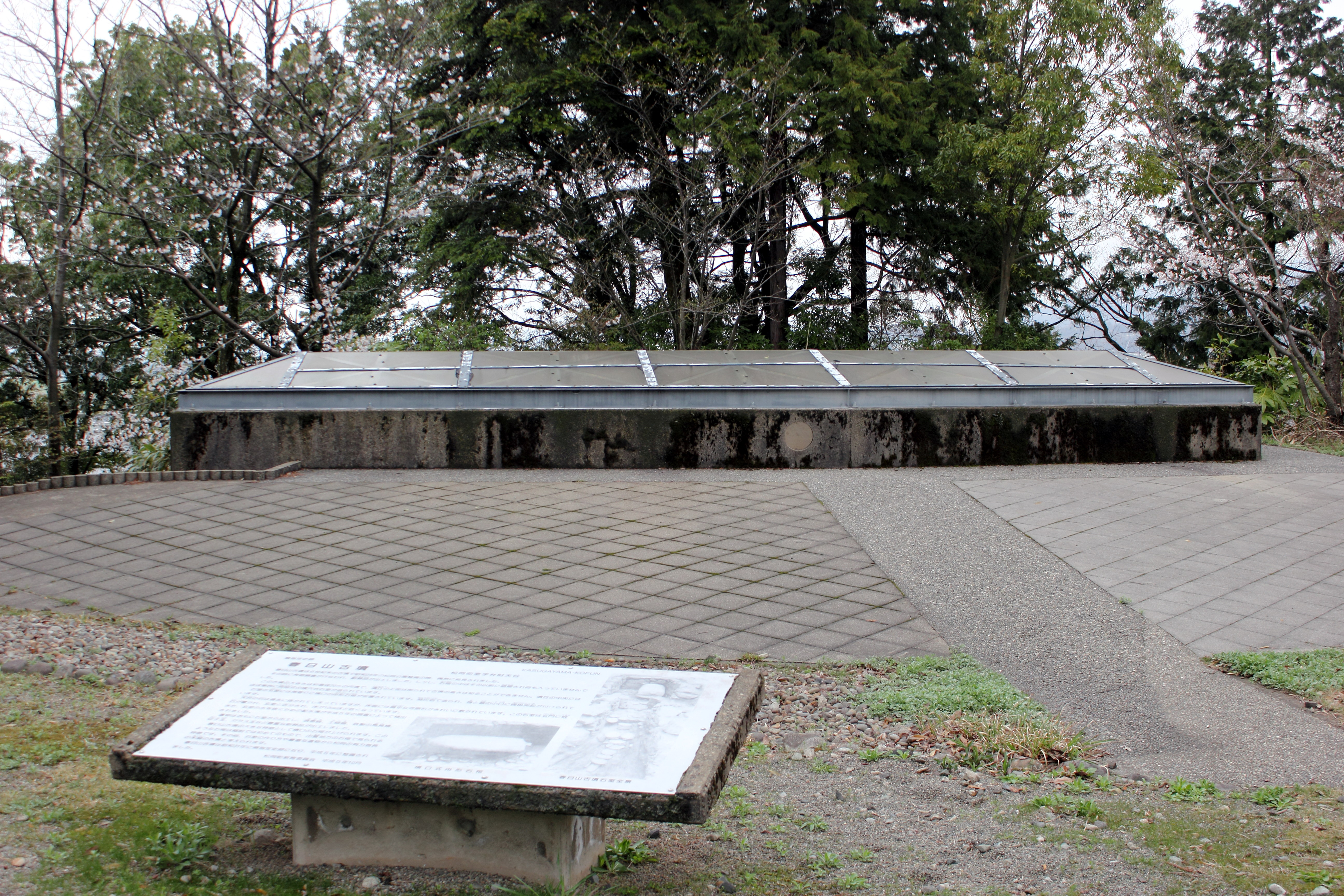
保存された古墳全体
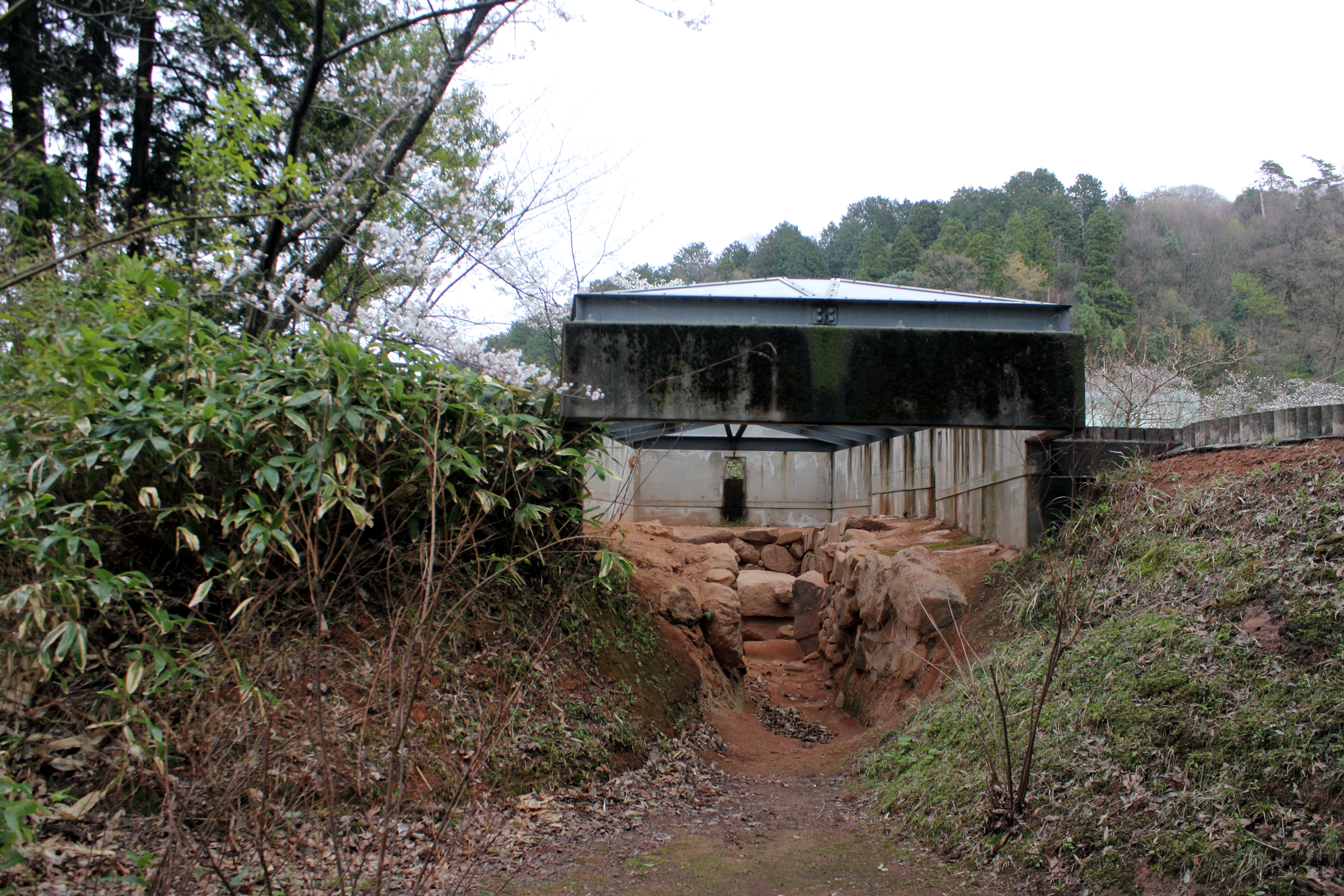
石室をさらに外側から
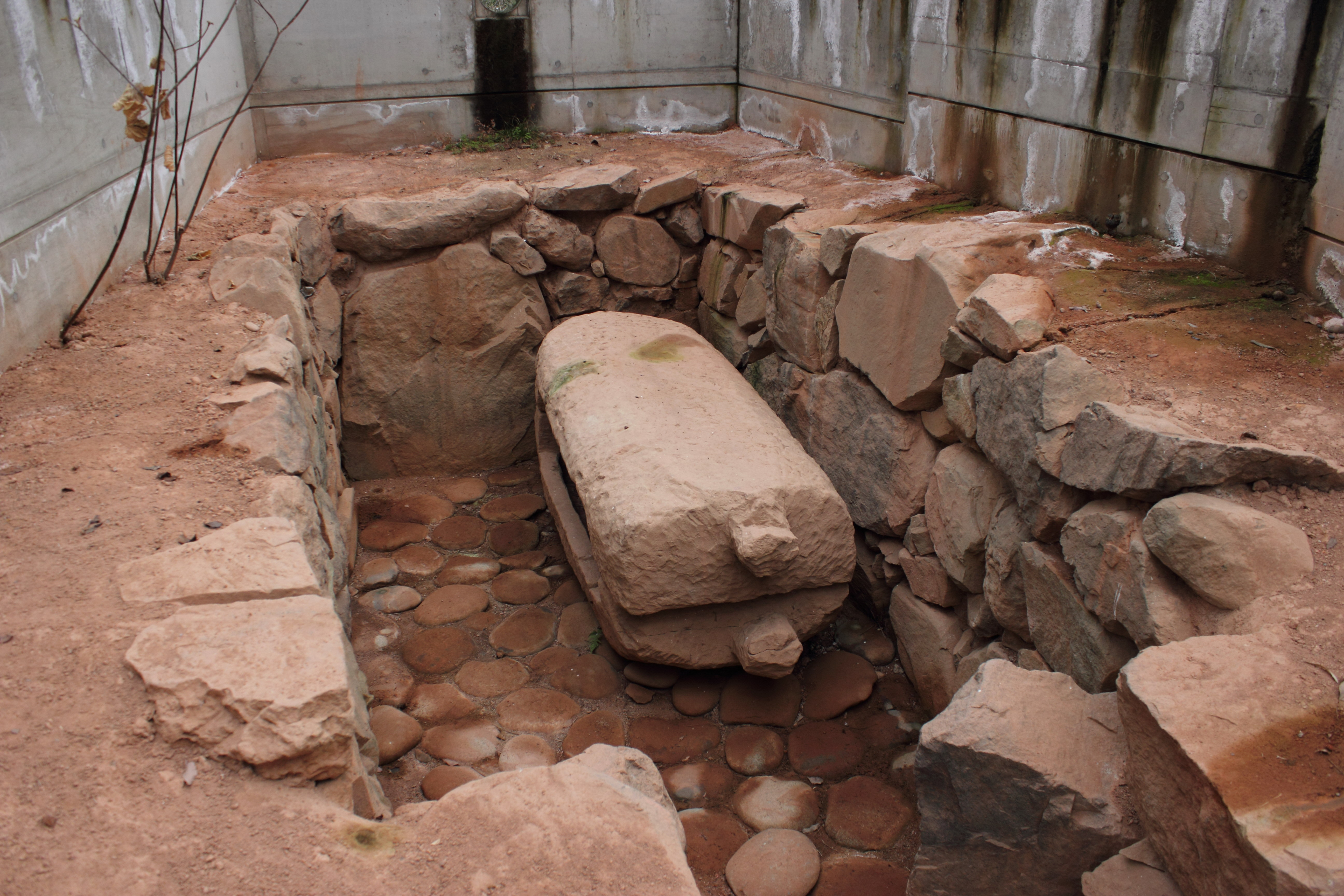
石室と石棺

## 泰遠寺山古墳出土石棺

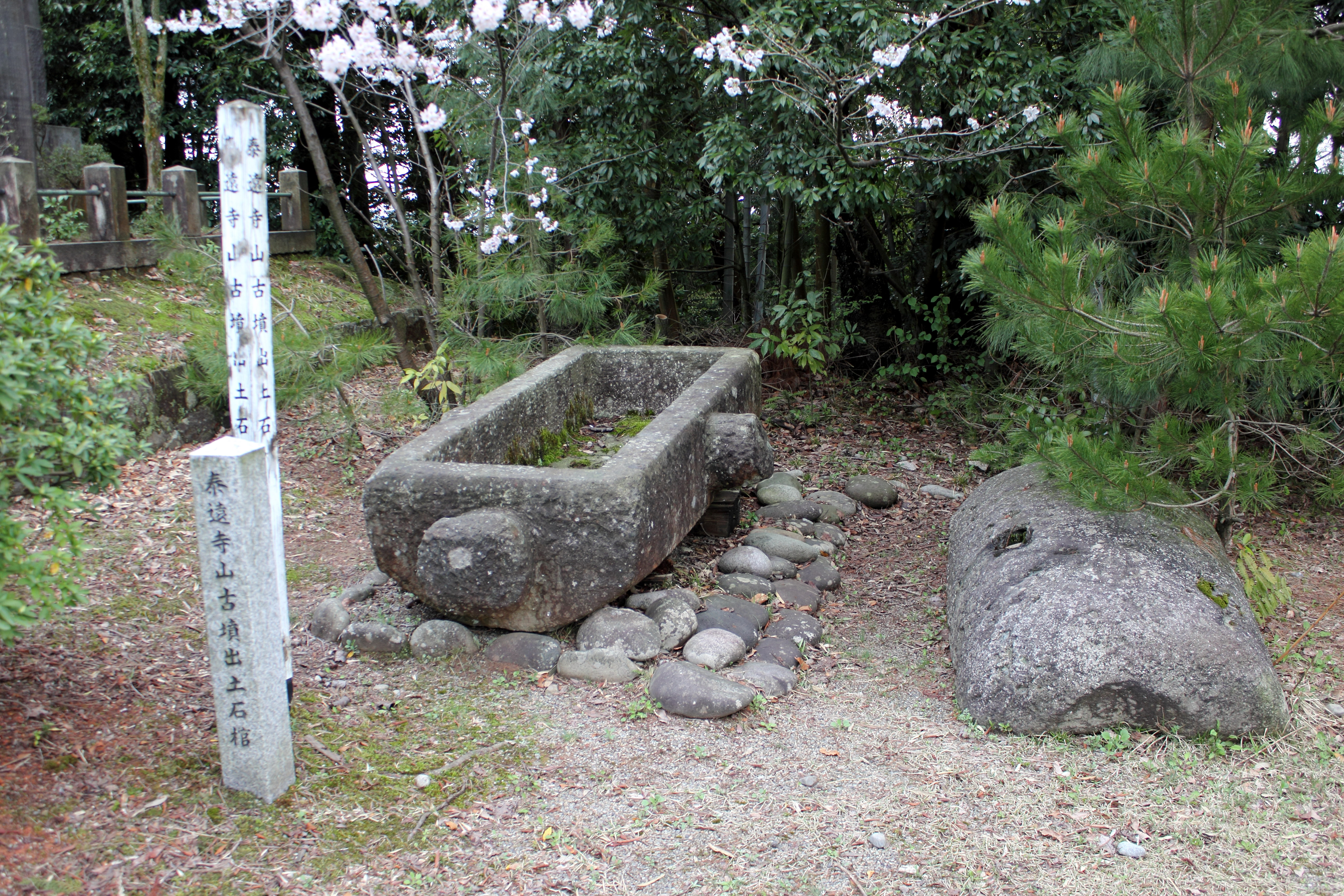
泰遠寺山古墳出土石棺

泰遠寺山古墳出土石棺（たいおんじやまこふんしゅつどせっかん）は、もと芝原にあったが、2015年4月現在は春日山古墳脇に展示されている。芝原で発見された時は、石室などの施設がなく単独で土中に安置されていたという。その付近からは葺石、埴輪片が出土している。往時は全長約64mの前方後円墳であったと推測される。石棺は舟形凝灰岩製（笏谷石）で、長さ2.3m、身の幅92cm、高さ54cmである。外壁四周中央に、それぞれ径15cm、長さ30cm内外の突起が付けられている。築造年代は古墳時代中期の5世紀頃と考えられる。